# スプートニク1号
スプートニク1号（スプートニク1ごう、露: Спутник-1）は、ソビエト連邦が1957年10月4日に打ち上げた世界初の人工衛星である。重量は 83.6キログラム。本体直径は58 cm (23 in)。Спутникはロシア語で衛星を意味する。
コンスタンチン・ツィオルコフスキーの生誕100年と国際地球観測年に合わせて打ち上げられた。科学技術的に大きな成果となっただけでなく、スプートニク・ショックを引き起こし、米ソの宇宙開発競争が開始されるなど、冷戦期の政治状況にも影響を与えた。

## 概要
スプートニク計画の最初の機体である。衛星の外形は、直径58センチメートルのアルミニウム製の球であり、それに長さ2.4メートルのアンテナ4本が一方向についているものであった。主設計はコロリョフ設計局で、重量は83.6キログラムである。20メガヘルツと40メガヘルツの、2つの送信機（出力1ワット）を搭載しており、衛星の温度情報を0.3秒ごとに発信した。

打ち上げは1957年10月4日にバイコヌール宇宙基地より行われた。使用したロケットはR-7ロケットである。衛星の軌道は遠地点約950キロメートル、近地点約230キロメートル、軌道傾斜角65°の楕円軌道であり、96.2分で周回した。
電池の寿命は3週間であったが、22日後に電池が切れた後も軌道周回を続けた。その際に世界初のスペースデブリとなったが、近地点の高度があまり高くなかったことから軌道が下がるのが早く、打ち上げから92日後の1958年1月4日に大気圏に再突入し、消滅した。
アメリカではスプートニクの軌道計算にIBM 704を使用したが、計算の際に、ユリウス通日をそのまま使うと無駄に大きな値を使うことになるため、1858年11月17日正子UTを元期とする修正ユリウス日を使った。